# 附城陵邑会馆
附城陵邑会馆，位于山西省晋城市陵川县附城镇附城村。

## 保护
2013年1月，附城村陵邑会馆旧址公布为第三批晋城市文物保护单位，编号3-331。2021年8月4日，附城陵邑会馆公布为第六批山西省文物保护单位，古建筑类，编号6-225。